# Vlag van België
De nationale vlag van België is een driekleur, bestaande uit drie verticale banden: zwart, geel en rood.
In 1830 bestond de vlag onofficieel nog uit drie horizontale banden, met de kleuren rood, geel en zwart. Op 23 januari 1831 nam het Nationaal Congres de driekleur op in de Grondwet, maar bepaalde de richting en de volgorde van de kleurstroken niet. In artikel 193 van de Grondwet staat slechts: "De Belgische Natie kiest als kleuren rood, geel en zwart, en als rijkswapen de Belgische Leeuw met de kernspreuk Eendracht Maakt Macht." Vandaar dat gedurende enkele jaren zowel het horizontale als het verticale model naast elkaar gebruikt werden. Uiteindelijk koos België in de praktijk voor het verticale model. Conform heraldische traditie werd de donkerste kleur het dichtst bij de vlaggenstok geplaatst. De huidige kleurdracht is uitgegroeid tot een grondwettelijke gewoonte.
De kleuren van de Belgische vlag zijn die van het wapenschild van het voormalige hertogdom Brabant. Het stelde een leeuw van goud (geel) voor, op een achtergrond van sabel (zwart), geklauwd en getongd van keel (rood). De ongebruikelijke afmetingen (13:15) zijn van onbekende oorsprong.
De vlag werd ontworpen door Edouard Ducpétiaux en Lucien Jottrand. Ze was bedoeld om de Franse driekleur te vervangen, die gebruikt werd door Fransgezinde revolutionairen. De vlag speelde een grote rol in de Belgische Revolutie, waar de kleuren herinnerden aan een oudere vlag met horizontale banden (de vlag van de Verenigde Nederlandse Staten), die gebruikt werd tijdens de Brabantse Omwenteling in 1789, in de toen nog Oostenrijkse Nederlanden (Belgium Austriacum). Op 23 januari 1831, niet lang nadat België in 1830 zijn onafhankelijkheid van Nederland had verkregen, werd ze officieel aangenomen.

## Overige Belgische vlaggen

Civiele vlag (2:3)
Staatsvlag (2:3)
Constitutionele vlag van België[3]
Belgische vlag met de Koninklijke kroon
Standaard van koning Filip
Standaard van Koningin Mathilde
?Oorlogsvlag te land (2:3)
? Oorlogsvlag te lucht
Oorlogsvlag ter zee (2:3)
De Belgische vlag horizontaal
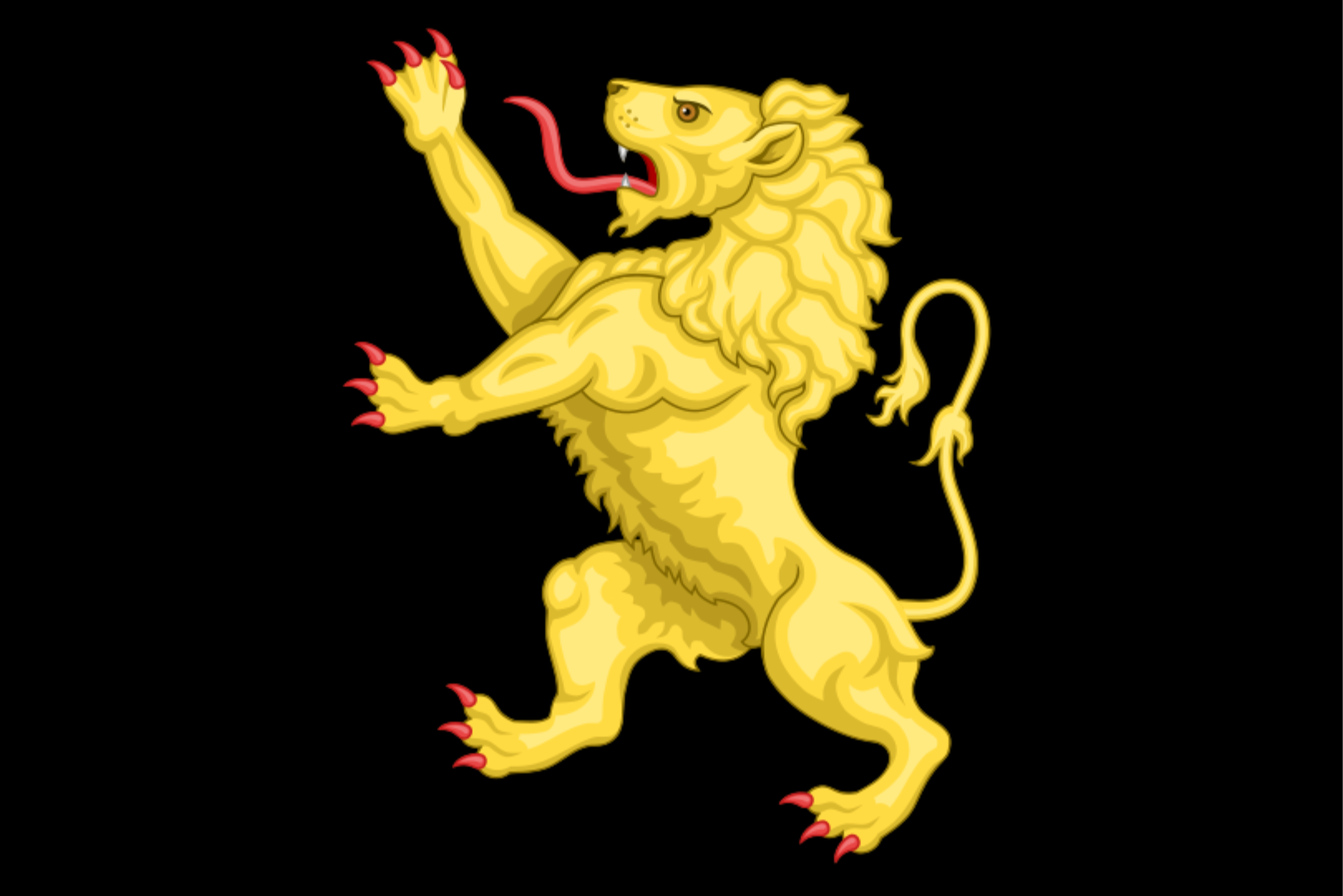
Belgische vlag van Brabant op het wapenschild van België
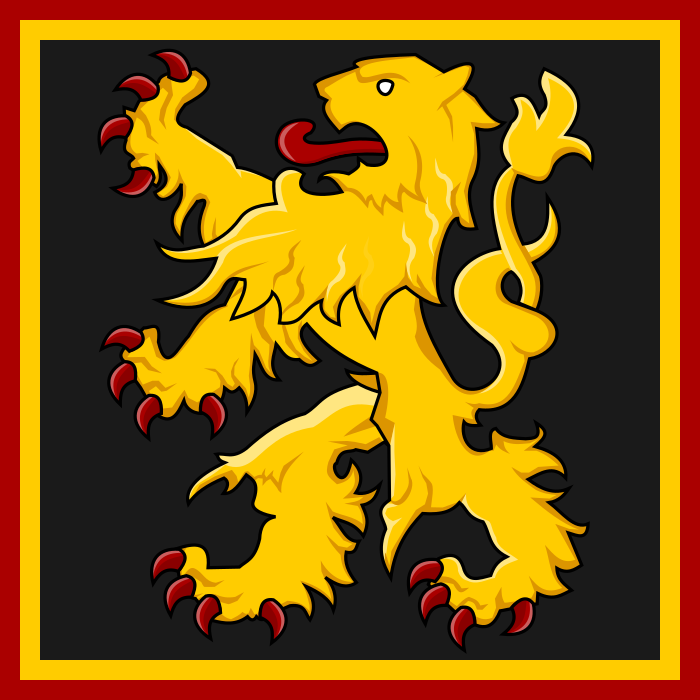
Vlag van het Belgicisme

De huidige staatsvlag die in 1950 werd aangenomen, is de voormalige Belgische marinevlag. Deze werd gebruikt van 1936 tot de opheffing van de Belgische marine bij het uitbreken van de Tweede Wereldoorlog in 1940. Na de heroprichting in 1949 werd een nieuwe vlag ontworpen, die sinds 1950 als oorlogsvlag ter zee in gebruik is.

## Ontwerp en specificaties

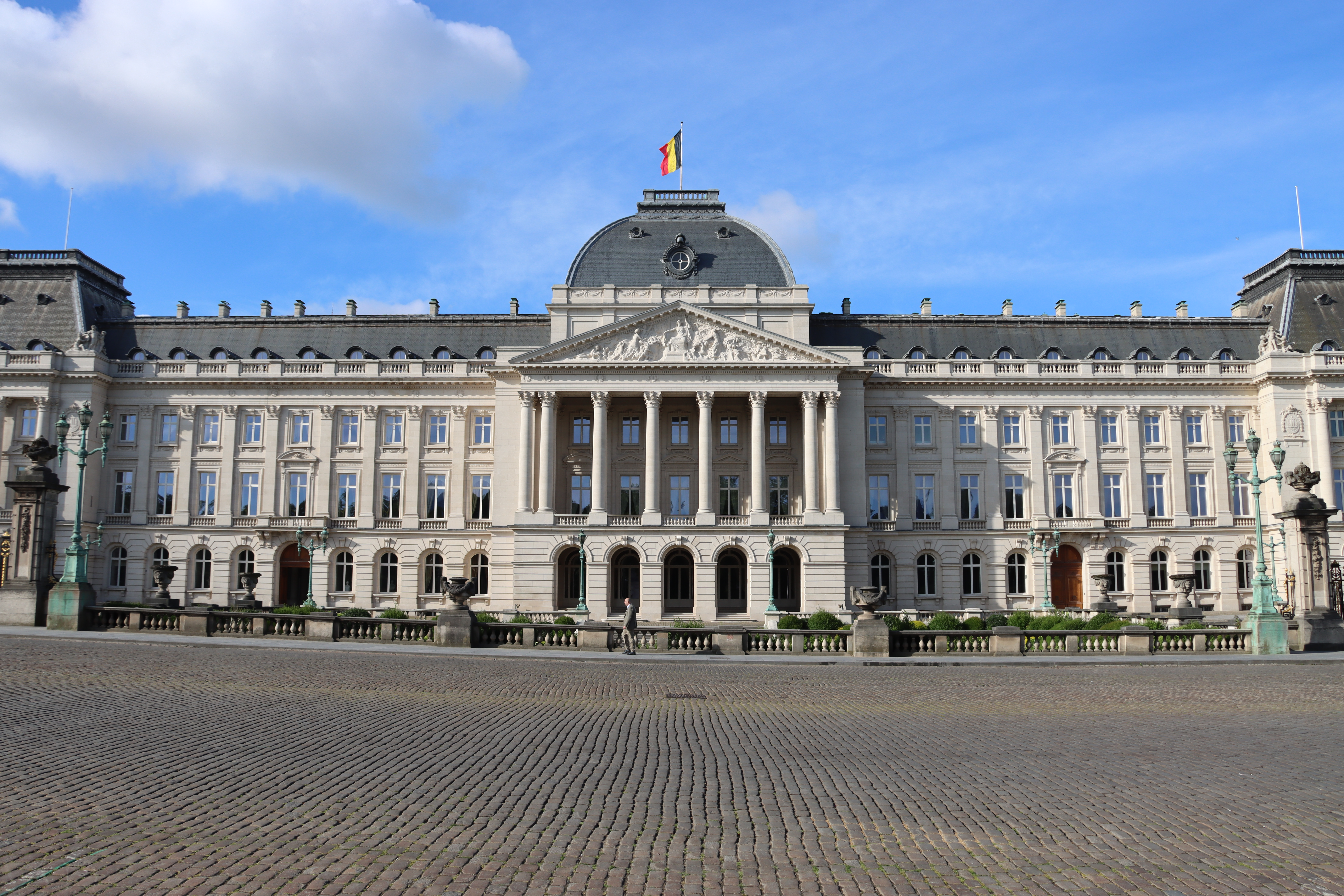
De vlag op het Koninklijk Paleis van Brussel.

In de officiële protocollaire gids van België staat dat de nationale vlag 2,6 m hoog is voor elke 3 m breed, waardoor de verhouding 13:15 is. Elk van de strepen is een derde van de breedte van de vlag. Het geel is in feite geel en niet het donkerder goud van de vlag van Duitsland, die een zwart-rood-gouden driekleur is, horizontaal gestreept.
| Kleuren      | Zwart     | Geel       | Rood      |
| ------------ | --------- | ---------- | --------- |
| Pantone      | Zwart     | Geel 115   | Rood 32   |
| CMYK         | 0-0-0-100 | 0-6-87-0   | 0-86-63-0 |
| RGB          | 0-0-0     | 253-218-36 | 239-51-64 |
| Hexadecimaal | #000000   | #FDDA24    | #EF3340   |

## Vlaginstructie

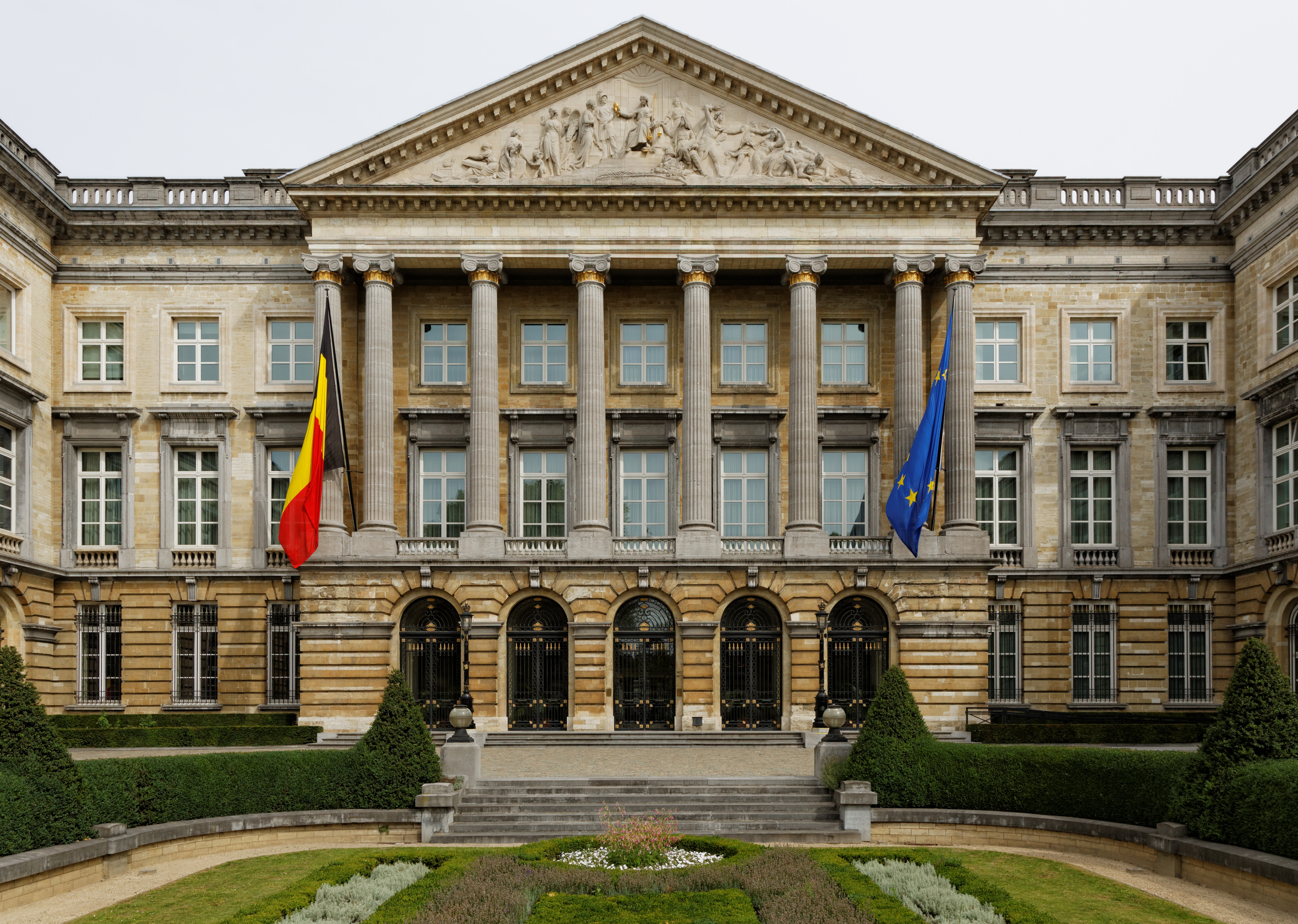
De vlag op het Federaal Parlement van België.

De Belgische vlag mag steeds gehesen worden door particulieren, maar aan overheidsgebouwen, officiële gebouwen, monumenten en overheidsbedrijven moet ze op bepaalde dagen verplicht buiten opgehangen worden.
In het leger gelden nog striktere instructies.
| Datum        | Info                                                            |
| ------------ | --------------------------------------------------------------- |
| 20 januari   | Geboorte van de koningin der Belgen                             |
| 17 februari  | (halfstok) Overlijden van koning Albert I, en leden koningshuis |
| 7 april      | Herdenking van gesneuvelden                                     |
| 15 april     | Geboorte van de koning der Belgen                               |
| 1 mei        | Feest van de Arbeid                                             |
| 9 mei        | Europadag - uitgebreid, samen met de vlag van Europa            |
| 6 juni       | Geboorte van de zesde koning der Belgen                         |
| 2 juli       | Huwelijksverjaardag van het oud-vorstenpaar                     |
| 21-23 juli   | Troonsbestijging van koning Leopold I - Nationale Feestdag      |
| 11 september | Geboorte van de zesde koningin der Belgen                       |
| 24 oktober   | Dag van de Verenigde Naties, opgericht in 1945                  |
| 11 november  | Wapenstilstand                                                  |
| 15 november  | Koningsdag                                                      |
| 4 december   | Huwelijksverjaardag van het vorstenpaar                         |

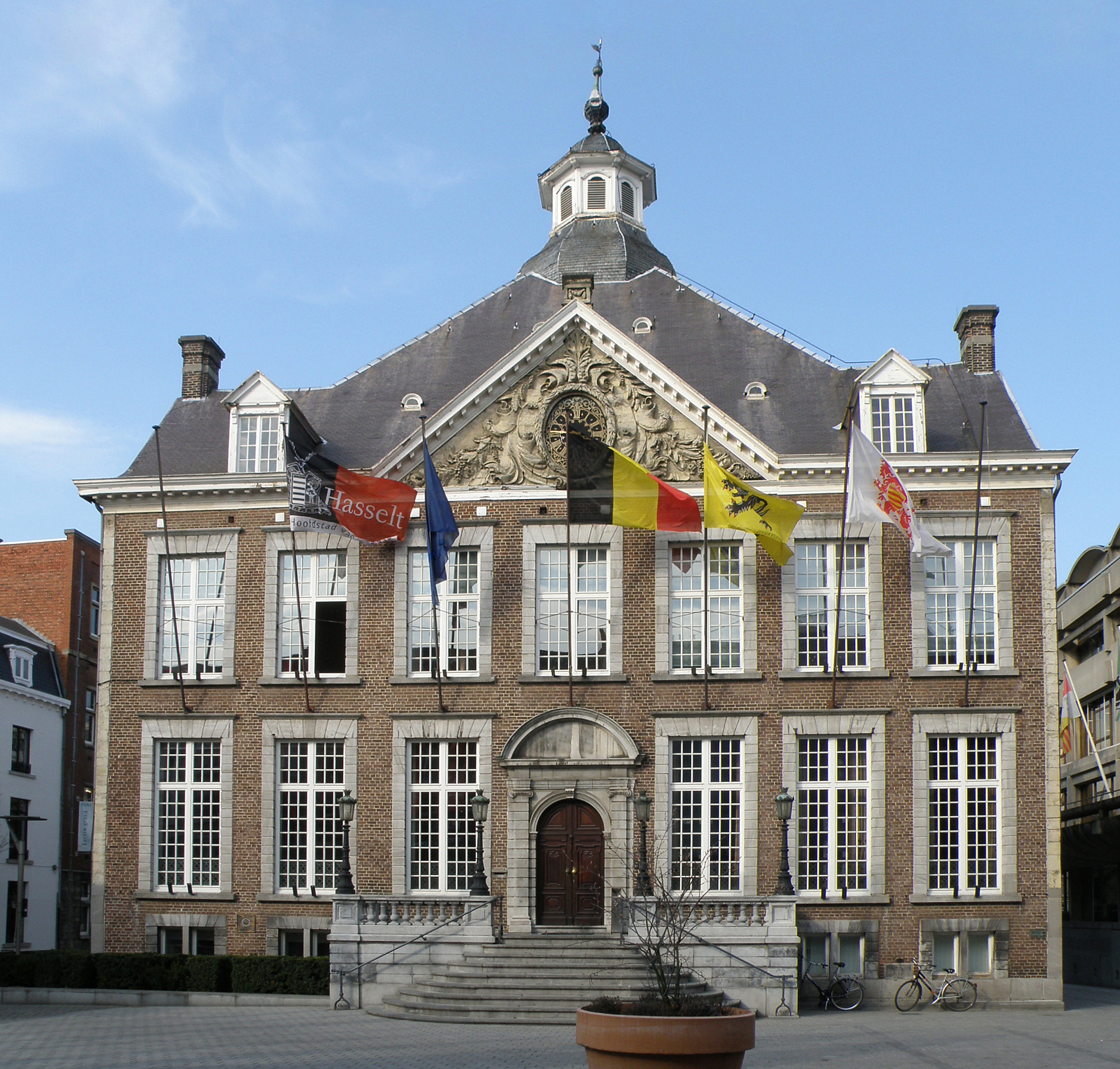
De vlaggen in het Oude Stadhuis van Hasselt. De 2:3 verhouding wordt vaker weergegeven op gemeentehuizen.

Aangezien België een federale staat is, nemen de vlag van België en de vlaggen van de gemeenschappen of gewesten in principe dezelfde rang in. Toch heeft de nationale vlag voorrang op alle andere wanneer vlaggen worden gehesen en gestreken of wanneer ze in een processie worden gedragen. 
De rangorde is:
1. De nationale vlag van België.
2. De vlag van de gemeenschap of het gewest België.
3. De Europese vlag.
4. De vlaggen van de provincies van België, in alfabetische volgorde in de lokale taal, indien er meer dan één wordt gevoerd.
5. De vlag van de gemeente.

Als er een staatshoofd op bezoek is, mag de vlag van dat land op de tweede plaats komen.

## Historische vlaggen van België

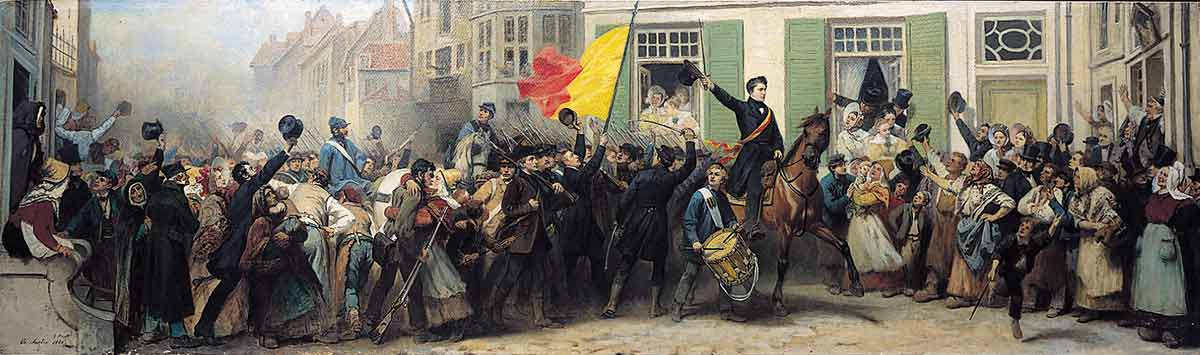
Luikse vrijwilligers komen aan in Brussel met hun gele en rode vlag.

Bij het uitbreken van de opstand tegen Willem I werd aanvankelijk de Franse driekleur gebruikt als symbool van verzet. Maar omdat de opstand een eigen karakter moest hebben, zocht men naar een eigen vlag. Op initiatief van Lucien Jottrand, advocaat en redacteur van de Brusselse krant Courrier des Pays-Bas, werd gekozen voor de kleuren van het wapenschild van het oude hertogdom Brabant: zwart, geel en rood. Bovendien waren dit ook de kleuren van de Brabantse Omwenteling geweest toen de staat zich losrukte van Oostenrijk (1789-1790). Edouard Ducpétiaux, eveneens advocaat en redacteur, bracht het idee tot uiting en liet op 26 augustus 1830 de eerste Belgische vlag aaneennaaien door Marie Abts-Ermens in een stoffenzaak op de hoek van de Grasmarkt en de Heuvelstraat (in dit pand is vandaag de dag een broodjeszaak). Vervolgens trok hij naar het stadhuis waar hij de Franse vlag door de Belgische driekleur verving. Opmerkelijk is dat de eerste vlag horizontale banden had, terwijl de huidige vlag verticale banden heeft.

Vlag van het Prinsbisdom Luik (980–1795)
Vlag van het Graafschap Henegouwen (1071–1795)
Vlag van het Graafschap Vlaanderen (863–1794)
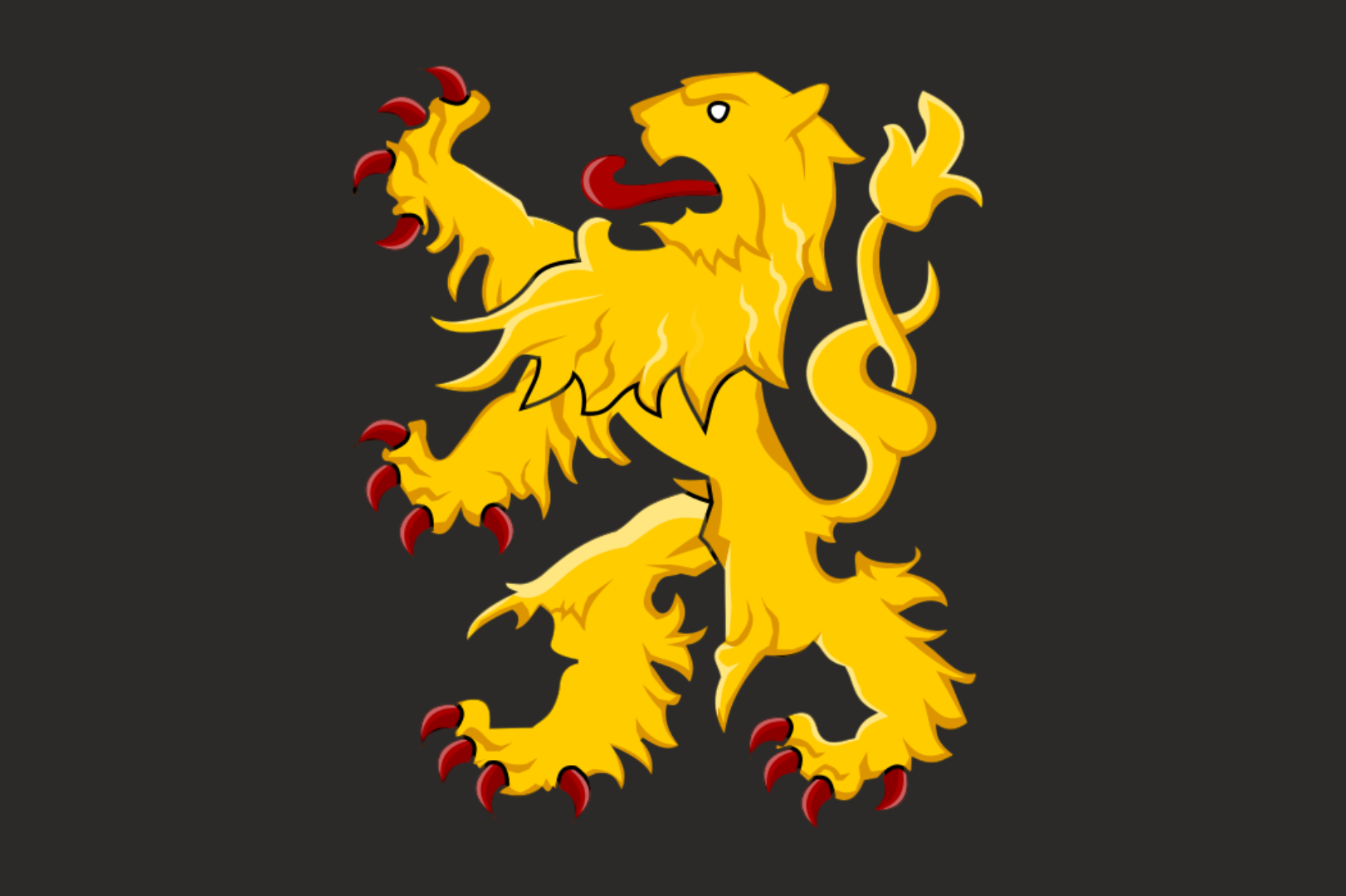
Vlag van het Hertogdom Brabant (1183–1795)
Vlag van de Spaanse Nederlanden (1556–1715)
Vlag van de Oostenrijkse Nederlanden (1715-1795)
Vlag van de Verenigde Nederlandse Staten (1790)
Eerste Belgische vlag (1830)

## Overige vlaggen gebruikt door de Belgische staat
Onderstaande vlaggen hebben ook betrekking tot de Belgische staat en zijn dan ook vroeger gebruikt geweest door België, andere worden dan weer nog altijd gebruikt.

### Historische vlaggen

?Vlag van de Belgische kolonie Congo (1908-1960)
?Vlag van de minister van defensie (1959-1973)
Vlag van de Belgische en Noord-Franse militaire administratie gedurende de Duitse bezetting in WO II (1940-1944)
?Vlag van de Belgische afdeling van de Royal Air Force (1940-1945)

## Voorgestelde vlaggen
In 2008 deed de Belgische kunstenaar Luc Swinnen een voorstel voor de Belgische vlag. Hij voegde pixels toe die de lijnen tussen de strepen doen vervagen om de verwevenheid van de Belgische culturen en talen te symboliseren.
In 2010 stelde de Nederlandse ontwerper Theun Okkerse een nieuwe Belgische vlag voor, met een geel-zwart-gele achtergrond die de Vlamingen voorstelt in combinatie met een geel-rood-geel ontwerp dat de Walen voorstelt, en waarbij hun kruising vier "pijlen" creëert die naar het midden van de vlag wijzen.
In 2011 ontwierp een Belgische cartoonist een nieuwe vlag voor België, verdeeld in vier vierkanten met de kleuren geel, rood, blauw en wit. Geel staat voor de Vlamingen, rood voor de Walen, blauw voor Brussels Hoofdstedelijk Gewest en wit voor de Duitstalige Gemeenschap van België.

Luc Swinnens voorstel (2008)
Theun Okkerses voorstel (2010)
Pierre Krolls voorstel (2011)

## Voetnoten
1. ↑  Belgische vlag hangt al 183 jaar verkeerd de Volkskrant, 20 juni 2014.
2. ↑  Vlaggen van België, op belgium.be.
3. ↑  https://www.senate.be/doc/const_nl.html Belgische Grondwet - artikel 193
4. ↑  Conversie van CMYK met een online kleurconversietool .
5. ↑  Officiële lijst, op belgium.be.

Vlaggen | Vlaanderen.be
6. ↑  (fr) Van den Bussche, E. (2008). Noble Belgique, ô Mère chérie - LE PROTOCOLE EN BELGIQUE (PROTOCOL IN BELGIUM)'. Editions UGA, Heule. ISBN 978-90-6768-935-9.
7. ↑  Belgium: Flag proposals. Flags of the World (FOTW) (26 april 2014).

Lijst van vlaggen van Europa
Albanië · Andorra · Azerbeidzjan · België · Bosnië en Herzegovina · Bulgarije · Denemarken · Duitsland · Estland · Finland · Frankrijk · Georgië · Griekenland · Hongarije · Ierland · IJsland · Italië · Kosovo · Kroatië · Letland · Liechtenstein · Litouwen · Luxemburg · Malta · Moldavië · Monaco · Montenegro · Nederland · Noord-Macedonië · Noorwegen · Oekraïne · Oostenrijk · Polen · Portugal · Roemenië · Rusland · San Marino · Servië · Slovenië · Slowakije · Spanje · Tsjechië · Turkije · Vaticaanstad · Verenigd Koninkrijk · Wit-Rusland · Zweden · Zwitserland
Afhankelijke gebieden: Akrotiri en Dhekelia · Åland · Faeröer · Gibraltar · Guernsey · Jersey · Man